# Begraafplaats van Flénu
De Begraafplaats van Flénu is een gemeentelijke begraafplaats in het dorp Flénu, een deelgemeente van Bergen in de Belgische provincie Henegouwen. De begraafplaats ligt aan de Rue de Quaregnon op 320 m ten noorden van het dorpscentrum (Église Sainte-Barbe) en bestaat uit twee delen die van elkaar gescheiden zijn door een haag. Het oostelijke oudere deel heeft een eenvoudig dubbel metalen hek als toegang en het westelijke deel heeft een toegangsgebouw in natuur- en baksteen onder een tentdak en met een dubbel metalen hek geflankeerd door twee getraliede deuren. Centraal op het oostelijke deel staat een herdenkingsmonument voor de slachtoffers uit de Eerste Wereldoorlog.

## Britse oorlogsgraven
Tegen de oostelijke muur van het oude gedeelte van de begraafplaats ligt een perk met 13 Britse militaire graven uit de Eerste Wereldoorlog. Slechts 5 konden geïdentificeerd worden. Zij kwamen om tussen 23 en 28 augustus 1914 bij de gevechten tegen het oprukkende Duitse leger. Tussen de burgerlijke graven liggen nog 4 niet geïdentificeerde militairen begraven. De graven worden onderhouden door de Commonwealth War Graves Commission waar ze geregistreerd staan onder Flenu Communal Cemetery.
- Thomas Allen Rose, kapitein bij de Royal Scots Fusiliers werd onderscheiden met de Distinguished Service Order (DSO).